# François Thierry (numismate)
Pour les articles homonymes, voir Thierry et François Thierry (homonymie).
François Thierry de Crussol est un numismate, conservateur général du département des pièces médailles et antiques de la Bibliothèque nationale de France, spécialisé dans les monnaies d'Extrême Orient et en particulier de Chine et du Vietnam. Son nom chinois est 蒂埃里, dì āilǐ.
Il a notamment écrit différents articles sur les monnaies du khaganat ouïghour.

## Biographie
Il parle l'anglais et le turc et apprend le chinois et le vietnamien à Paris VII en 1982-1984.
En 2006, il reçoit la Médaille de la Royal Numismatic Society (en).
Il entre à la Bibliothèque nationale de France  et devient conservateur, chargé du fonds des monnaies orientales de 1987 à son départ à la retraite en 2015.
En 2017, il reçoit le Prix Hirayama de l'académie des inscriptions et belles-lettres pour son ouvrage, « Les monnaies de la Chine ancienne, des origines à la fin de l’Empire ».

## Œuvres
Il a publié différents ouvrages et articles, ce qui suit ne représente qu'une partie de ses publications.

### Livres (sélection)
- 2017 - Les monnaies de la Chine ancienne, des origines à la fin de l’Empire (Paris, Les Belles-Lettres)
- 2016 - Royaume du lion, Ceylan connu des Chinois des origines à la fin des Song.(Brepols Publishers)
- 2016 - (en)(avec A.C. Fang, eds) The Language and Iconography of Chinese Coin Charms: Deciphering a Past Belief System (Berlin et Heidelberg: Springer)
- 2014 - Le Trésor de Huê, Une face cachée de la colonisation de l’Indochine (Paris: Nouveau Monde éditions)
- 2014 - Monnaies chinoises, IV- Des Liao aux Ming du Sud (Paris: Bibliothèque nationale de France)
- 2013 - La Ruine du Qin, Ascension, triomphe et mort du premier empereur de Chine (Paris: La Librairie Vuibert)
- 2003 - Monnaies chinoises, II- Des Qin aux Cinq Dynasties (Paris: Bibliothèque nationale de France)
- 2002 - Catalogue des monnaies vietnamiennes- Supplément (Paris: Bibliothèque nationale de France)
- 2001 - (avec M. Amandry, M. Dhénin, M. Popoff et C. Vellet) Dictionnaire de Numismatique (Paris: Larousse)
- 1997 - Monnaies chinoises, I-  L’Antiquité préimpériale (Paris: Bibliothèque nationale de France)
- 1995 - Les monnaies chinoises de Pacifique Chardin (Lille)
- 1992 - Monnaies de Chine (Paris: Bibliothèque Nationale)
- 1988 - Catalogue des monnaies vietnamiennes (Paris: Bibliothèque nationale)
- 1987 - Amulettes de Chine et du Vietnam, rites magiques et symbolique de la Chine ancienne (Paris: Le Léopard d’or)
- 1986 - Monnaies d'Extrême Orient (Paris: Administration des monnaies et médailles)

### Articles (sélection)
- François Thierry, « Les monnaies de Boquq Qaghan des ouïgours (795-808) », Turcica, Leuven, Peeters, Association pour le Développement des Etudes Turques.; Université Marc Bloch, Strasbourg, vol. 30, no 0,‎ 1998, p. 263-278 (ISSN 0082-6847, DOI 10.2143/turc.30.0.2004301)
- 2011 - (en)"The Confucian Message on Vietnamese Coins A closer look at the Nguyễn dynasty's large coins with moral maxims", Numismatic Chronicle 171, pp. 367–406.
- 2007 - (en)"Identification of the Nguyên Thông Coins of the Cảnh Hirng Period (1740 -1786)", Numismatic Chronicle 167, pp. 237–241.